# بیوفت
یک حسگرزیستی مبتنی‌بر ترانزیستور اثرِمیدانی، که به عنوان ترانزیستور اثرمیدانی زیس‌حسگر (بیُوفِت یا بایوفت)، زیس‌حسگر اثرمیدانی (FEB), یا ماسفت زیس‌حسگر، نیز شناخته می‌شود، یک ترانزیستور اثرمیدانی (براساس ساختار ماسفت) است. که توسط تغییرات پتانسیل سطحی القاشده ناشی از اتصال‌سازی مولکول‌ها گیت‌دار می‌شود. هنگامی که مولکول‌های باردار، مانند زیست‌مولکول‌های، به گِیتِ فِت، که معمولاً یک ماده دی‌الکتریک است، متصل می‌شوند، می‌توانند توزیع بار مواد نیم‌رسانای زیرلایه‌ساز را تغییردهند و درنتیجه رسانایی کانال فت تغییرکند. یک بیوفت از دو بخش اصلی تشکیل شده است: یکی عنصر بازشناختش زیستی (به انگلیسی: biological recognition) و دیگری ترانزیستور اثرمیدانی است. ساختار بیوفت تا حد زیادی براساس ترانزیستور اثرمیدانیِ حساس-به-یون (ISFET)، نوعی ترانزیستور اثر میدانی فلز-اکسید-نیم‌رسانا (MOSFET) است که در آن گیت فلزی با یک غشاء حساس‌به یون، محلول الکترولیت و الکترود مرجع جایگزین می‌شود.

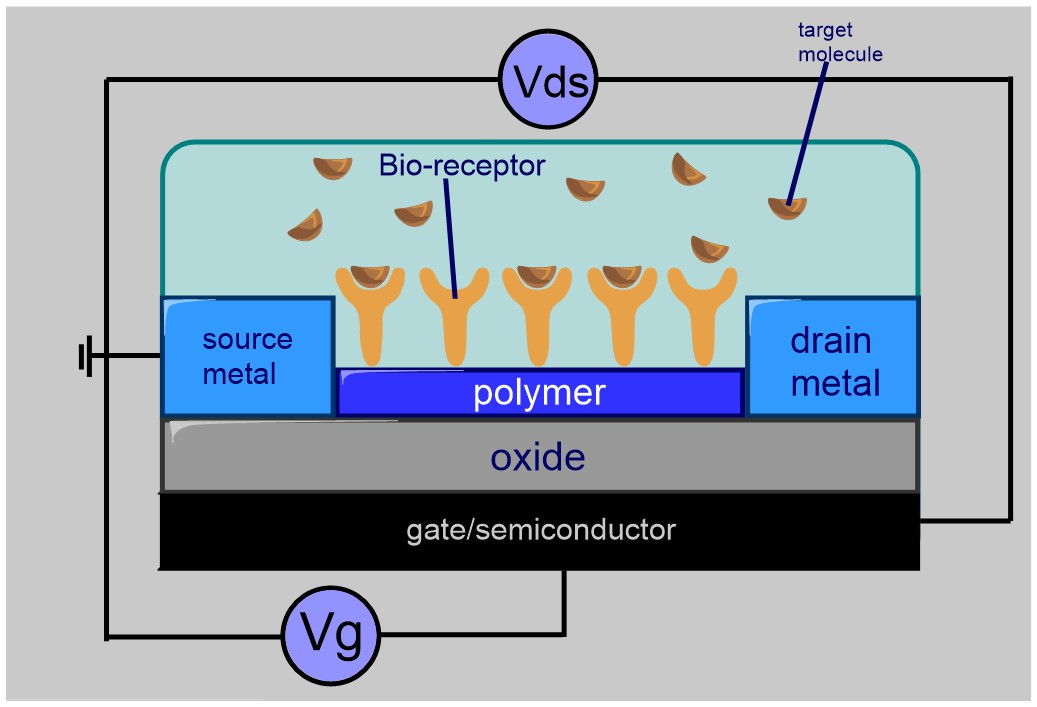
در یک بیوفت معمولی، یک لایه عایق‌ساز الکتریکی و شیمیایی (به عنوان مثال سیلیس) محلول آنالیت را از افزاره نیم‌رسانا جدا می‌کند. یک لایه پلیمری، معمولاً APTES، برای پیوند شیمیایی سطح به پذیرنده‌ای که مخصوص آنالیت است (مثلاً بیوتین یا یک پادتن) استفاده می‌شود. با اتصال‌سازی آنالیت، تغییراتی در پتانسیل الکترواستاتیک در سطح لایه الکترولیت-عایق‌کننده رخ می‌دهد که به نوبه خود منجر به اثر گیت‌سازی الکترواستاتیکی افزاره نیم‌رسانا و تغییر قابل اندازه‌گیری در جریان بین منبع و الکترودهای دِرین می‌شود.